# Svätopluk Šablatúra
Svätopluk Šablatúra (ur. 7 września 1929 w Skalicy, zm. 16 stycznia 2016 w Bratysławie) – słowacki reżyser filmowy i dubbingowy; prawnik i autor prac z dziedziny filatelistyki. Był pionierem słowackiego dubbingu oraz założycielem pierwszego słowackiego studia dubbingowego.

## Życiorys
W 1957 roku założył pierwsze studio dubbingowe na Słowacji. W tym samym roku powstał pierwszy słowacki dubbing – słowacka wersja rosyjskiego filmu animowanego, zatytułowana Miško darebák (ros. Мишка-задира). Pracował także nad serialami: Miś Uszatek (Macko Uško) oraz Chip i Dale: Brygada RR (Rýchla rota Chipa a Dala). Reżyserią słowackiego dubbingu zajmował się przez ok. 40 lat, aż do przejścia na emeryturę w 2000 roku
Studiował prawo na Uniwersytecie Karola. W 1951 roku czekała go promocja, nie został jednak dopuszczony do uroczystości. Równocześnie kształcił się na Wydziale Filmowo-Telewizyjnym Akademii Sztuk Scenicznych w Pradze. Studia prawnicze ukończył w Bratysławie.
Był także znawcą sądowym w dziedzinie filatelistyki. Dwie publikacje poświęcił zagadnieniu fałszowania znaczków. Przez lata stał na czele filatelistycznej komisji znawców, a później był jej honorowym przewodniczącym.

## Reżyseria dubbingu (wybór)
Źródła:

### Filmy
- 1989: Legenda o zlatej perle
- 1985: Sudca
- 1981: Dobrodružstvo Ali Babu a 40 zbojníkov
- 1979: Deväť mesiacov
- 1976: Finist jasný sokol
- 1975: Kniha džunglí
- 1974: Medvedík Yogi
- 1974: Aladinova zázračná lampa
- 1971: Dumbo
- 1970: Popoluška
- 1970: Snehulienka a sedem trpaslíkov
- 1969: Zlato v Black Hills
- 1968: Náčelník Veľký had
- 1967: Poklad Inkov
- 1967: Winnetou – posledný výstrel
- 1966: Synovia Veľkej medvedice
- 1964: Flying Clipper – Cesta za snami pod bielymi plachtami
- 1964: Kráľovstvo krivých zrkadiel
- 1957–1958: Šakal a ťava
- 1957–1958: Lodička
- 1957: Miško darebák

## Publikacje
Źródło:
- Umenie dabovať
- Svet dabingu